# Astragalus aksaicus
Astragalus aksaicus är en ärtväxtart som beskrevs av Schischkin. Astragalus aksaicus ingår i släktet vedlar, och familjen ärtväxter. Inga underarter finns listade i Catalogue of Life.